# 102省道 (安徽省)
安徽省道102，又称合阜路，是安徽省省道之一。 102省道起于合肥市长丰县双墩镇，终于阜阳市临泉县关庙镇，连接 京广线。途经长丰县、淮南市区、寿县、凤台县、利辛县、阜阳市区、界首市、临泉县。